# Juoksengi
Juoksengi (finska: Juoksenki) är en tätort vid Torne älv i Svansteins distrikt (Övertorneå socken) i Övertorneå kommun, Norrbottens län. 6 km väster ut ligger Vyöni. Norra polcirkeln, som passerar orten, har givit Juoksengi smeknamnet "polcirkelbyn".
Juoksengi är en av Tornedalens typiska långsträckta byar. Trakten eller byn Juoksengi börjar i söder i Vanhaniemi och slutar i norr i Nivaranta, strax söder om Svanstein. Benämningar på bydelarna som Niskanpää, Laheenpää, Nikunpää, Lampisenpää härrör från gårdsnamn vars ändelse "-pää" anspelar på respektive gårds del av byn d.v.s Niskanpää kan tydas som släkten Niskas del av byn Juoksengi, Lampisenpää som släkten Lampinens del av byn Juoksengi.

## Byns namn
Det finns olika hypoteser om hur namnet Juoksengi, med finsk stavning Juoksenki, har uppkommit. En hypotes säger att byanamnet kommer från samiskans juoksa, båge, vilket torde syfta på att Torne älv har en böjd form söder om byn. 
Namnet Juoksengi, noterat i Jordaboken af Wästerbotten 1543 som Jwksenge och i andra gamla versioner som Juxengi, kan mera troligt likt bynamnet Matarengi, härledas från de stora naturängarna som dominerar byns omedelbara omgivning. 
Bynamnets förled ”juok” kan härledas från den dominerande bäcken Juovojoki som i söder-väster avskär dessa naturängar. Bäck i det samiska språket heter ”johka”, som i finsk diftongiserad form får ett u före o, d.v.s juohk, juok. Juoksengi skulle således i sin helhet anspela på de nämnda dominerande bäcksängarna. 

## Historia

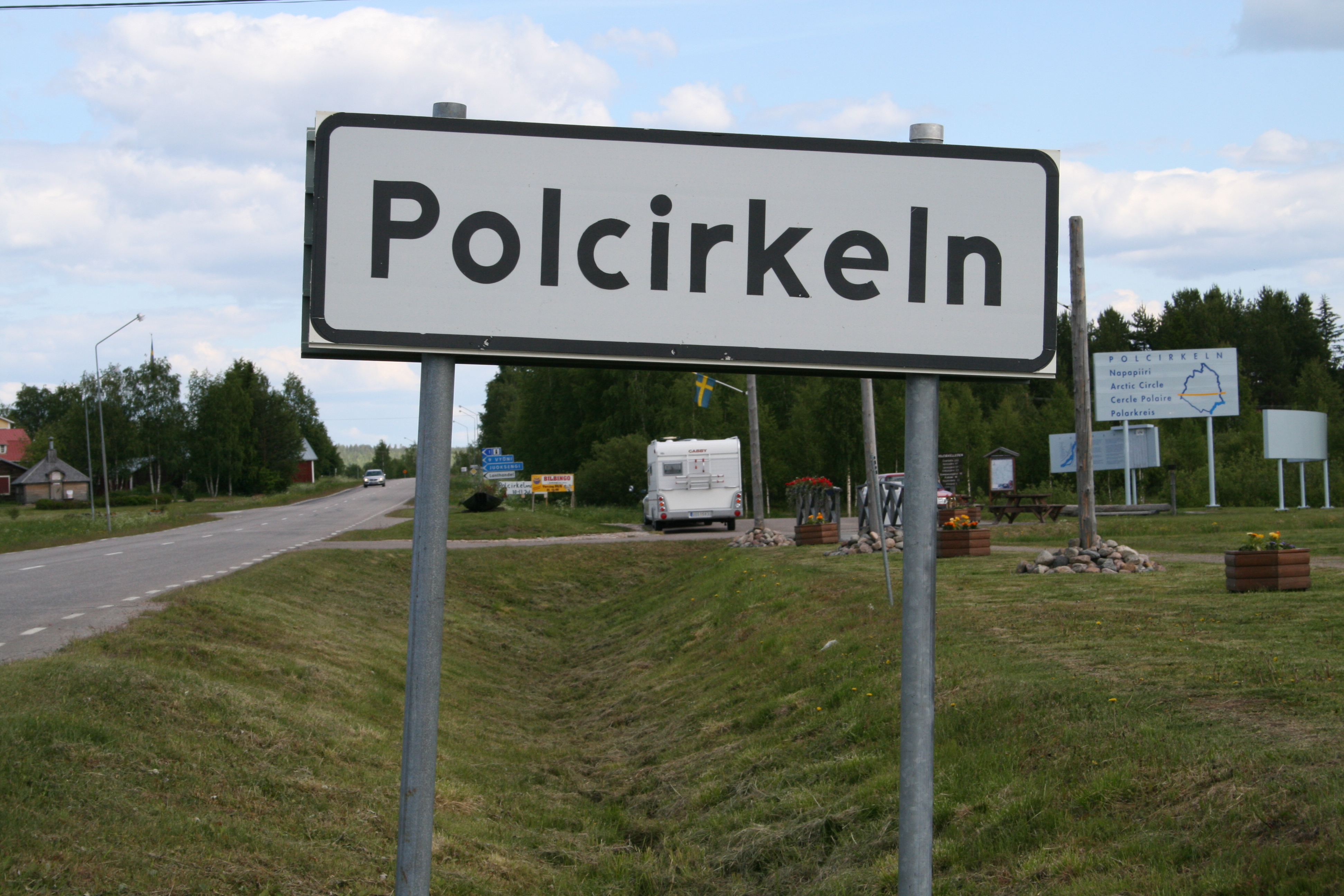
Polcirkelpassagen i Juoksengi.

Juoksengi är en av de äldsta byarna i Tornedalen med, som by betraktat, anor ända från medeltiden. Men med ett antal stenåldersfynd som håleggad yxa (Hepokangas yxtyp daterad till 1.700 f.Kr) och så kallade norrbottniska hackor (Lampisenpää), finns bosättningar bevisade sedan 4000 år längs älvens dåvarande strandnivåer. Ytterligare fynd såsom en vikingatida järnyxa (på Piiloniitty äng), järnkniv(Heponiemi) tyder på kontinuerlig fortsatt bebyggelseetablering och på 1500-talet fanns det ett femtontal gårdar i byn. 
De stora naturängarna Mäntysuo och Isosuo i Juoksengi, vilka uppodlats alltsedan boskapsskötseln introducerats i byn, har utgjort den helt avgörande resursen för byns huvudnäring. 
Byn på finska sidan om Torne älv heter också Juoksenki. De var samma by tills 1809, då de skildes åt av den nya riksgränsen.

### Befolkningsutveckling
| Befolkningsutvecklingen i Juoksengi 1945–2020           | Befolkningsutvecklingen i Juoksengi 1945–2020 | Befolkningsutvecklingen i Juoksengi 1945–2020 | Befolkningsutvecklingen i Juoksengi 1945–2020 | Befolkningsutvecklingen i Juoksengi 1945–2020 |
| ------------------------------------------------------- | --------------------------------------------- | --------------------------------------------- | --------------------------------------------- | --------------------------------------------- |
|                                                         |                                               |                                               |                                               |                                               |
| År                                                      |                                               |                                               | Folkmängd                                     | Areal (ha)                                    |
| 1945                                                    | 1945                                          |                                               | 762                                           | ##                                            |
| 1950                                                    | 1950                                          |                                               | 964                                           | ##                                            |
| 1960                                                    | 1960                                          |                                               | 819                                           | 187                                           |
| 1965                                                    | 1965                                          |                                               | 750                                           | 186                                           |
| 1970                                                    | 1970                                          |                                               | 628                                           | 186                                           |
| 1975                                                    | 1975                                          |                                               | 481                                           | 100                                           |
| 1980                                                    | 1980                                          |                                               | 444                                           | 104                                           |
| 1990                                                    | 1990                                          |                                               | 464                                           | 105                                           |
| 1995                                                    | 1995                                          |                                               | 460                                           | 107                                           |
| 2000                                                    | 2000                                          |                                               | 430                                           | 107                                           |
| 2005                                                    | 2005                                          |                                               | 401                                           | 106                                           |
| 2010                                                    | 2010                                          |                                               | 350                                           | 106                                           |
| 2015                                                    | 2015                                          |                                               | 327                                           | 151                                           |
| 2020                                                    | 2020                                          |                                               | 286                                           | 151                                           |
| Anm.: ## Som tätort/befolkningsagglomeration 1920–1950. |                                               |                                               |                                               |                                               |

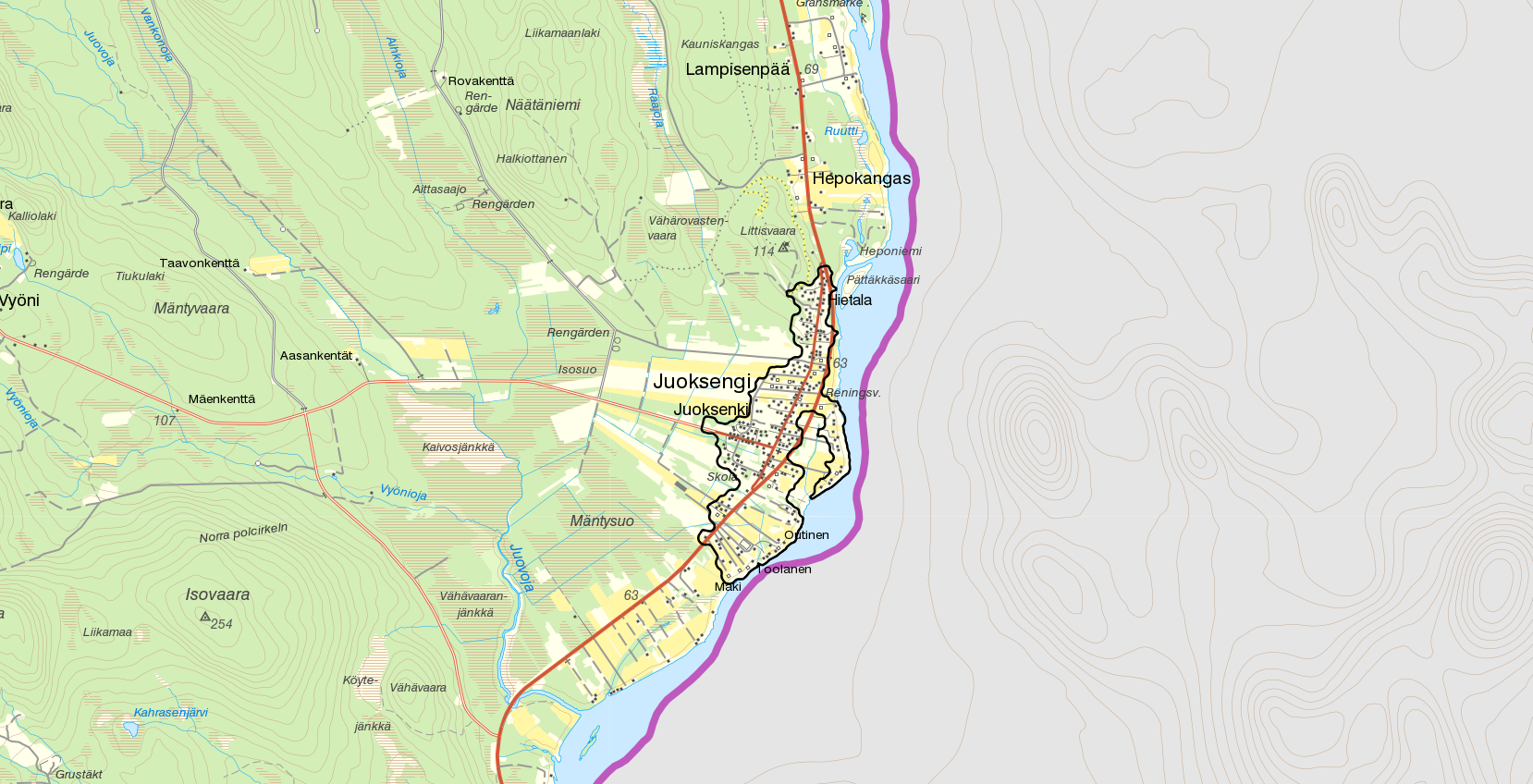
Den av Statistiska centralbyrån avgränsade tätorten Juoksengi, med gränserna från tätortsavgränsningen 2015.

I samband med tätortsavgränsningen 1975 avgränsades tätorten på den nya ekonomiska kartan.

## Samhället
Juoksengi kyrka ligger centralt placerad i byn med en klockstapeln intill, liksom en församlingssal.
Aktivitetshuset återfinns cirka 100 meter söder om kyrkan. Det uppfördes 1888 och var från början Juoksengis första skola. Därefter har huset bland annat använts som bönhus och som möteslokal innan den blev aktivitetshus 1993. I aktivitetshuset samlas mellan nio och tio vårdtagare från hela kommunen. 
Byns nuvarande skola finns cirka 100 meter väster om aktivitetshuset, har haft verksamhet för förskola och grundskolans låg- och mellanstadium.Skolan lades ned 2008.Fungerar  2016 som flyktingförläggning med sedan 2017 som hotell. Vid skolan finns en ishockeyrink och en gymnastiksal och en byggnad strax intill, som används som föreninglokal.
Mitt i byn finns den enda kvarvarande lanthandeln. I början av 1970-talet fanns det sju livsmedelsbutiker i Juoksengi.
På platsen för polcirkelpassagen, vid södra infarten till byn, finns Polcirkelhuset som byaföreningen uppförde 2004. 

## Evenemang

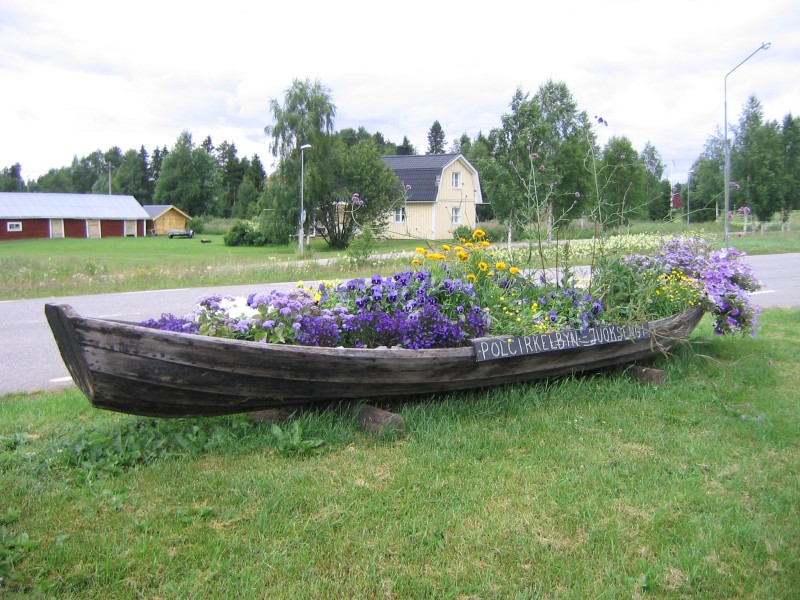
Dekoration i Juoksengi.

Juoksengi byaförening som bildades 24 januari 1999 är mycket aktiv och anordnar flera årliga arrangemang; vintermarknad, firande av midvintersolståndet, dubbelt nyårsfirande, midsommarfirande, sommarmarknad och nationalälvdagen är några exempel på årligen återkommande aktiviteter i byn. 
Ett ovanligt inslag är det traditionella dubbla nyårsfirandet över två tidszoner, We do it twice, ute på Torneälvens is. Där samlas turister, bybor och invånare från grannbyarna för att gemensamt fira både det finska och svenska nyåret. Traditionella inslag i firandet har blivit vinterbad i isvak, en "isbar", isdans med levande orkester och två fyrverkerier. Lägg därtill den extra krydda som naturen ger i form av gnistrande vit vinternatt som lyses upp av hundratals marschaller och stockeldar på älvisen.

## Idrott
Byns fotbollsförening heter PSSF och är en sammanslagning av Idrottsföreningen Polcirkeln och Svansteins sportklubb, deras hemmaarena Polvallen återfinns intill Polcirkelhuset. 
Vid berget Littisvaara, i den norra delen av byn, finns ett el-ljusspår och en skjutbana. Vintertid finns ofta flera längdåkningsspår dragna med utgångspunkt från Littisvaara.

## Näringsliv
Polcirkelns lantgård är en nybyggd modern storladugård, i södra delen av byn, med 190 mjölkkor. Ett stort antal ortsbor har tecknat aktier i företaget. Lantgården uppmärksammades även när jordbruksminister Ann-Christin Nykvist gjorde ett studiebesök där 13 juni 2006. Härutöver finns bland annat åkerier och plåtslageri i byn.

## Lokal tv-kanal
Juoksengi har en lokal tv-kanal, Juoksengi-TV (JGI TV), som producerar egna program som sänds ut på byns eget kabel-tv-nät. En förening bildades 1991 för ändamålet av byborna i samband med att man själva byggde upp tv-nätet i byn.